# Pol Vanhaverbeke
Pol Vanhaverbeke (13 februari 1927 - september 2020) was een Vlaams onderwijzer, schrijver en dichter.
Vanhaverbeke publiceerde diverse kolderteksten en gedichten. Hij staat vooral bekend om zijn bundels die amusante uitspraken of opstelfouten van kinderen bundelen, waaronder "Zus had geen geluk, ze lag juist in bed met Sinterklaas" (1970) en "Zus is terug... met bolsjes op haar wangen" (1982). Veel van deze schrijf- en zinsconstructiefouten werden door zijn leerlingen gemaakt.
Hij overleed in 2020 op 93-jarige leeftijd.